# Шульженко, Игорь Викторович
И́горь Викторович Шульже́нко (февраль 1958 Минск, Белорусская ССР, СССР — февраль 2009 Минск, Республика Беларусь) — советский ребёнок-актёр, известный по роли Славки Эльдарова в фильмах «Кортик» и «Бронзовая птица».

## Биография
Игорь родился в 1958 году в Белоруссии в семье простых работников (конструкторов) Минского литейного завода. Мальчик рос тихим и неконфликтным.
Стал знаменитым в 15 лет после выхода на экраны фильма «Кортик».

— Да я сниматься не хотел, это папа меня подтолкнул, хотя сам он никакого отношения к кино не имел, работал конструктором в литейном производстве. Мама тоже была конструктором. Так что никакой такой мечты у меня не было.
А получилось так, что к нам в школу пришли с киностудии, сказали, что ищут актёров для съёмок в «Кортике». Я им понравился. Сперва были фотопробы, потом кинопробы с текстом. Народу много пробовалось, а выбрали меня.

Мама категорически была против. Мне было 14 лет, переходный возраст, а тут живёшь в экспедициях, без родителей. Съёмки-то в основном были не в Минске, а в Вильнюсе и Гродно. Я до всей этой истории учился неплохо, в образцово-показательной школе № 111. А потом за год съёмок разболтался на нет. Какая там учёба была? Пристроили нас в Вильнюсе в школу, мы сходили один раз, что-то там в химкабинете взорвали — и всё, прощай, школа. Потом учителя к нам в гостиницу приходили, но это разве учёба?
Слава отрицательно повлияла на Игоря. Он стал хуже учиться, поведение также оставляло желать лучшего. В итоге юношу даже не приняли в комсомол.
Актёрскую карьеру Шульженко продолжать не стал. Он решил пойти по стопам своих родителей и поступил в Радиотехнический институт. Впрочем, проучился там всего год. Затем Игорь попробовал поступить в Политехнический институт, но не смог преодолеть даже первый тур. В итоге высшего образования Шульженко так и не получил, став строителем-плиточником.

— В кино я такой правильный пионер, а в жизни пионером-то был правильным, но в комсомол уже не приняли. После школы поступил в радиотехнический институт, через год бросил. Поступил в политех — тоже бросил. Лентяй был законченный…
Был женат. Спустя 10 лет совместной жизни развёлся. Имел дочь.
Скончался в феврале 2009 года от алкоголизма. Похоронен в Минске, на Северном кладбище.

## Фильмография
- 1973 — Кортик — Славка Эльдаров (озвучивание — Надежда Подъяпольская)
- 1974 — Бронзовая птица — Славка Эльдаров (озвучивание — Надежда Подъяпольская)